# جيوفري هوارد
جيوفري هوارد (14 فبراير 1909 - 8 نوفمبر 2002) (بالإنجليزية: Geoffrey Howard)‏ هو لاعب كريكت بريطاني (وحمل سابقاً جنسية المملكة المتحدة لبريطانيا العظمى وأيرلندا).

## وصلات خارجية
- جيوفري هوارد على موقع إي آس بي آن كريك إنفو (الإنجليزية)